# Matwei Fjodorowitsch Schkirjatow

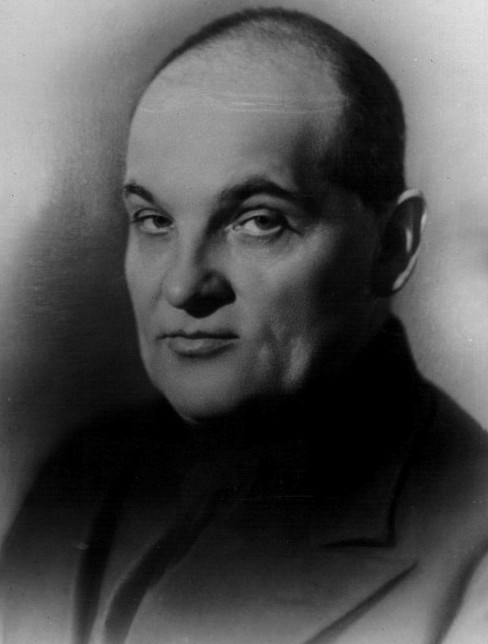

Matwei Fjodorowitsch Schkirjatow (russisch Матвей Фёдорович Шкирятов; * 3. Augustjul. / 15. August 1883greg. im Gouvernement Tula, Russisches Kaiserreich; † 18. Januar 1954 in Moskau) war ein sowjetischer Politiker und Funktionär der Sozialdemokratischen Arbeiterpartei Russlands (SDAPR), Kommunistische Partei Russlands (KPR (B)) sowie der Kommunistischen Partei der Sowjetunion (KPdSU), der unter anderem von Oktober 1952 bis März 1953 als Mitglied des Politbüros der KPdSU kurzzeitig dem obersten Führungsgremium der Partei angehörte.

## Biografie

### Politische Laufbahn
Schkirjatow wurde 1906 Mitglied der Sozialdemokratischen Arbeiterpartei Russlands (SDAPR) und wurde wegen seiner politischen Tätigkeit mehrmals festgenommen. Während des Ersten Weltkrieges leistete er zwischen 1915 und 1917 Militärdienst in der Kaiserlich Russischen Armee und wurde nach der Oktoberrevolution sowie der Ausrufung der Provisorischen Sowjetrepublik 1917 zunächst Mitglied des Exekutivkomitees des Sowjet von Moskau und Mitglied der militärischen Organisationen des Moskauer Komitees der SDAPR, ehe er im November 1917 sowohl Mitglied des Revolutionären Militärkomitees als auch des Exekutivkomitees des Sowjet von Tula wurde.
1918 wurde Schkirjatow Sekretär der Textilarbeitergewerkschaft und war danach bis 1920 Vorsitzender des Zentralverbandes der Textilarbeitergewerkschaft von Moskau. In der Folgezeit engagierte er sich in der Bolschewiki der Kommunistischen Partei Russlands (KPR (B)) und wurde 1921 zunächst Vorsitzender der Zentralen Kommission für die Inspektion und Reinigung der Parteireihen der KPR (B) sowie anschließend vom 2. April 1922 bis zum 26. Januar 1934 Mitglied der Zentralen Kontrollkommission der KPR (B). Daneben fungierte er vom 26. April 1923 bis zum 26. Januar 1934 auch als Mitglied des Präsidiums der Zentralen Kontrollkommission der KPR (B) sowie zugleich zwischen dem 26. April 1923 und dem 12. Februar 1927 Mitglied des Sekretariats der Zentralen Kontrollkommission der KPR (B).

### Parteifunktionär der KPdSU
Ferner war Schkirjatow von April 1923 bis Mai 1924 Mitglied des Vorstands der Zentralen Parteikontrollkommission der KPR (B) und zeitgleich Sekretär der Parteihochschule der Zentralen Kontrollkommission der KPdSU. Im Dezember 1927 wurde er Mitglied des Vorstands der Zentralen Parteikontrollkommission der KPdSU und behielt dieses Amt bis zum 26. Januar 1930. Daneben fungierte er von 1927 bis zum 2. November 1934 als Mitglied des Kollegiums des Volkskommissariats für die Arbeiter- und Bauerninspektion der UdSSR und war von Juli 1930 bis zum 26. Januar 1934 erneut Sekretär der Parteihochschule der Zentralen Kontrollkommission der KPdSU.
Danach war er zum einen vom 2. Oktober 1934 bis zum 3. Oktober 1939 Mitglied der Parteikontrollkommission des ZK der KPdSU sowie zeitgleich Sekretär der Parteihochschule der Parteikontrollkommission des ZK der KPdSU. Während dieser Zeit war er von August 1935 bis zum 15. Mai 1943 Mitglied der Internationalen Kontrollkommission der Kommunistischen Internationale.
Am 21. März 1939 wurde Schkirjatow erstmals zum Mitglied des Zentralkomitees (ZK) der KPdSU gewählt und gehörte diesem nach Wiederwahlen auf den nachfolgenden Parteitagen bis zu seinem Tod am 18. Januar 1954 an. Zugleich wurde stellvertretender Vorsitzender der Zentralen Parteikontrollkommission der KPdSU und behielt diese Funktion bis zum 5. Oktober 1952.
Am 16. Oktober 1952 erfolgte seine Wahl zum Mitglied des Präsidiums des ZK und damit des obersten Führungsorgans. Daneben war er vom 16. Oktober 1952 bis zu seinem Tod Vorsitzender der Zentralen Revisionskommission der KPdSU. Nach dem Tod von Josef Stalin verlor er seine Mitgliedschaft im Politbüro des ZK am 5. März 1953.
Schkirjatow wurde drei Mal der Leninorden verliehen, unter anderem anlässlich seines siebzigsten Geburtstages in Anbetracht seiner Verdienste um die Kommunistische Partei, die Sowjetunion und den Sowjetstaat.